# Geoffroea decorticans

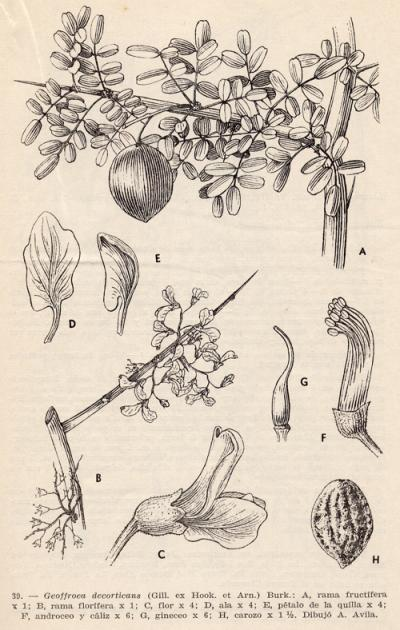
Il·lustració de les característiques de l'espècie

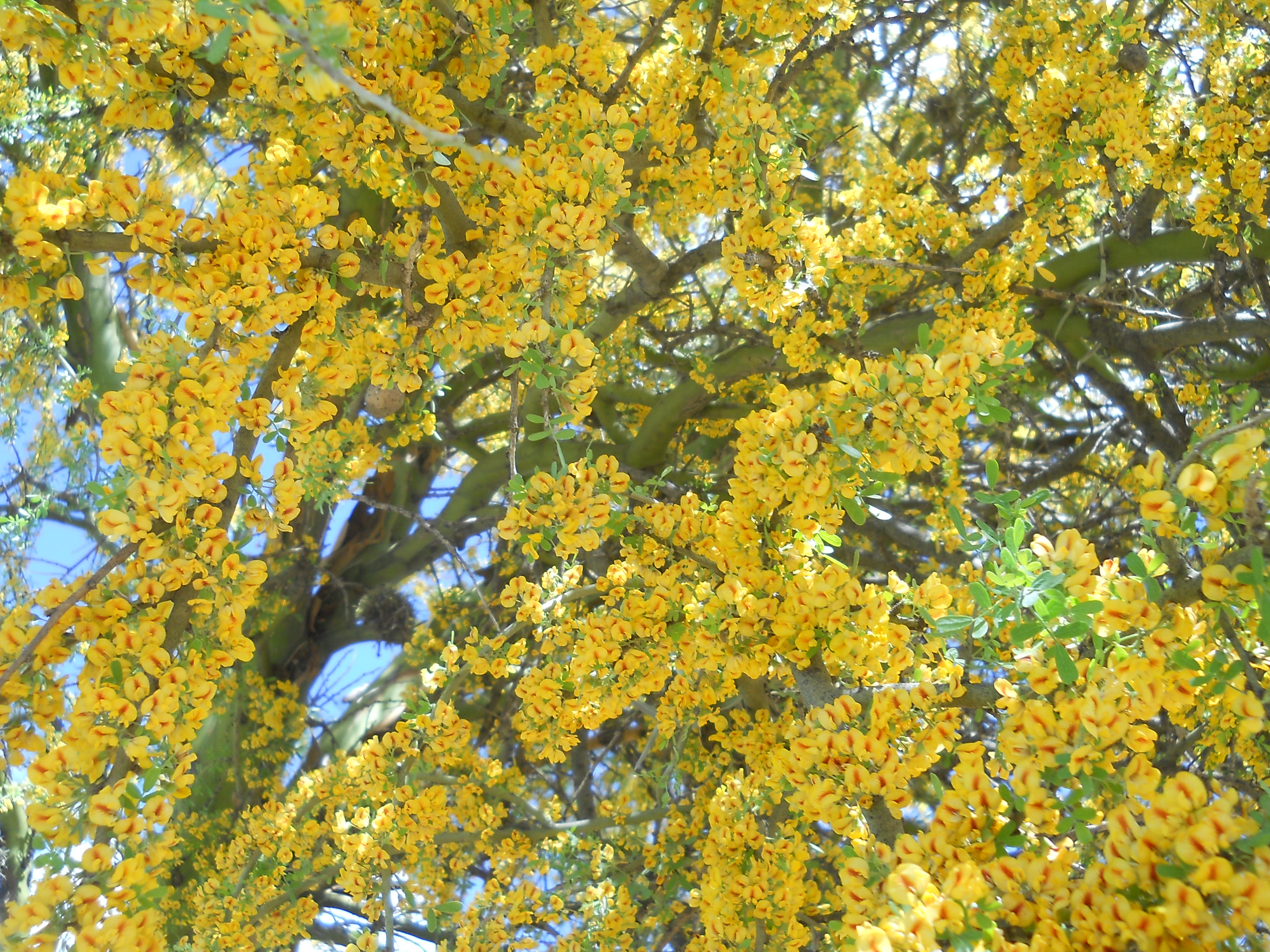
Detall de la flor

Geoffroea decorticans és un arbre de la família de les lleguminoses d'escorça verd groguenca i fruit dolç i comestible. Arriba a mesurar de 3 a 10 m d'alçada, amb un tronc que pot superar els 40 cm de diàmetre, l'escorça del qual es desprèn longitudinalment en faixes irregulars per sota de les quals apareix la nova escorça verda. La seva fusta mitjanament pesada és apta per a fusteria, i com a carbó i llenya.
És un arbre característic de terrenys àrids i desèrtics, i que es distribueix des de nivell del mar fins als 2.300 m. Creix en grups densos d'individus, formant masses boscoses, juntament amb Prosopis chilensis, gairebé impenetrables. Però també és possible trobar-lo formant colònies d'aquest mateix arbre, però en formes més arbustives, pel fet que tot sovint aquest arbre rebrota des de la base adoptant així forma arbustiva. Se'l pot trobar formant oasis o en riberes als deserts, com al desert d'Atacama. Durant molts anys, s'han recol·lectat els fruits i explotat la fusta d'aquests bosquets, la qual cosa ha provocat la destrucció dels boscos originaris.

## Distribució
Es distribueix en una àmplia regió abastant principalment Argentina (al nord-oest argentí, Regió de Cuyo, Formosa, província de la Rioja, Chaco, Córdoba, La Pampa, Corrientes, Entre Ríos, Buenos Aires, Río Negro, Santiago del Estero i Tucumán), i estenent-se cap al nord de Xile (de la Regió d'Arica i Parinacota a la de Coquimbo), al Chaco bolivià i a l'oest de l'Uruguai, a més de grans rogles a sud del Perú, particularment en la Reserva Nacional de Paracas.